# Atybe plantii
Atybe plantii är en skalbaggsart som beskrevs av Francis Polkinghorne Pascoe 1864. Atybe plantii ingår i släktet Atybe och familjen långhorningar.
Artens utbredningsområde är Madagaskar. Inga underarter finns listade.